# Roma Pallanuoto
L'Associazione Sportiva Roma Nuoto est un club sportif de natation et de water-polo, à Rome, fondé en septembre 2008.
Le club évolue en Serie A2 du championnat d'Italie.
Sous le nom de Assitalia Roma, elle a remporté le championnat A1 en 1999. Elle joue ses matchs internes dans la piscine des Mosaïques du Foro Italico.

Le Roma Pallanuoto (Roma PN) est un club italien de water-polo, installé à Rome. Il est issu de la fusion en 2008 du Roma Racing Pallanuoto créé en 1976 et du Sporting Bracciano devenu ASD Roma, fondé en 1997.

## Historique
En 1976, est créé le Roma Racing Pallanuoto. Son équipe masculine remporte le trophée de la Ligue européenne de natation, la seconde coupe d'Europe des clubs, en 1994. Elle est championne d'Italie en 1999.
En 1997, le Sporting Bracciano apparaît à Bracciano, une ville du Latium. La section féminine de water-polo s'illustre rapidement en championnat national : promue en série B à la fin de la saison 1999-2000, elle monte en série A2 dès l'année suivante avant d'entrer en série A1 au terme de la saison 2004-2005. Sous le nom de ASD Roma, l'équipe participe au trophée LEN qu'elle remporte en 2007 et 2008.
En 2008, les deux clubs fusionnent.
L'équipe masculine monte en série A1 pour la saison 2009-2010.

## Palmarès water-polo féminin
- 2 trophée LEN : 2007[1], 2008[2].

## Palmarès water-polo masculin
- 1 coupe LEN des vainqueurs de coupe : 1996.
- 1 trophée LEN : 1994[1].